# Cleto
Cleto ist eine italienische Gemeinde in der Provinz Cosenza in der Region Kalabrien mit 1207 Einwohnern (Stand 31. Dezember 2023).

## Lage
Cleto liegt 45 km südlich von Cosenza. Die Nachbargemeinden sind Aiello Calabro, Amantea, Martirano Lombardo (CZ), Nocera Terinese (CZ), San Mango d’Aquino (CZ) und Serra d’Aiello.
Die Stadt liegt auf einer Höhe von 200 Metern über dem Meeresspiegel am Fuße des Berges St. Angelo, unweit des Tyrrhenischen Meeres.

## Geschichte

### Mythologie
Über Name und Gründung der Stadt ist folgende Legende überliefert: Während des Krieges von Troja wurde Penthesilea, die Königin der Amazonen, von Achilleus getötet. Ihre Amme oder Magd Kleite hörte die Nachricht, bereitete ihr ein ehrenvolles Begräbnis, ließ sich dort nieder und baute eine Stadt nach ihrem Namen, später wahrscheinlich Cleto genannt.

## Sehenswürdigkeiten
- Die Normannen bauten das Dorf an den Hängen des Monte Sant’Angelo und die Burg Castello di Pietramala mit Blick auf das Tal bis zum Meer.
- Die Trösterkirche wurde 1600 erbaut, 1800 erneuert und hat einen Glockenturm mit einer Spitze aus dem siebzehnten Jahrhundert. Die Deckenfresken stammen von Aloisio von Aiello.
- Die Kirche Santa Maria Assunta stammt von 1730 und ist im Renaissance-Stil mit barocken Elementen gebaut.
- Die Kirche des heiligen Rosenkranzes (Chiesa del Santissimo Rosario) ist auch als Castellense-Kirche bekannt und steht in der Altstadt unweit des Burgtors.
- Das Castello di Savuto liegt in dem nahe gelegenen Dorf Savuto.

## Klima
Die Hanglage bedeutet ein sehr trockenes Klima mit heißen Sommern und milden Wintern. Die Vegetation ist typisch für das Mittelmeer, es gibt zahlreiche Olivenbäume und im Bereich des Flusses Savuto Orangen- und Zitronenbäume. Die Ölproduktion ist eine der Grundlagen der lokalen Wirtschaft sowie Tourismus und Landwirtschaft im Allgemeinen. Von großem Interesse ist die Fauna der Gegend mit mehreren Arten von Greifvögeln. Auch gibt es Füchse, Wildschweine und im Berggebiet Wölfe.

## Verkehr
Mit dem Auto ist Cleto über die Autostrada Salerno-Reggio Calabria Ausfahrt Falerna, dann weiter nach Norden zu Campora San Giovanni und dann 10 km Bergstraße zu erreichen. Der Flughafen Lamezia Terme ist 28 km entfernt, es besteht von dort eine Busverbindung über Campora San Giovanni, Cletus und Aiello Calabro. Der Bahnhof Amantea ist 16 km von Cleto entfernt.